# Nagroda im. Andrzeja Kijowskiego
Nagroda im. Andrzeja Kijowskiego – nagroda ufundowana w roku 1985 z inicjatywy Komitetu Kultury Niezależnej.

## Historia
Początkowo nagrodę tę przyznawało niezależne jury, w którym uczestniczyli: Jacek Bocheński, Tomasz Burek, Małgorzata Łukasiewicz, Adam Michnik – od 1986 roku, Jarosław Marek Rymkiewicz, Wiktor Woroszylski.
Laureatami byli wówczas: 
- Adam Michnik - 1985 (przebywał w więzieniu)
- Adam Zagajewski - 1986
- Włodzimierz Bolecki - 1987
- Anna Bojarska - 1988
- Krzysztof Dorosz - 1989
- Jan Walc - 1990

W 1995 roku jury uznało dotychczasową formułę Nagrody za wyczerpaną i postanowiło się rozwiązać.
Z inicjatywy Kazimiery Kijowskiej i przy współudziale Zakładu Narodowego im. Ossolińskich nagroda im. Andrzeja Kijowskiego przyznawana była nadal począwszy od 1995 roku.
Fundatorem Nagrody do 2008 r. był Zakład Narodowy im. Ossolińskich. W latach 2009–2010 - Biblioteka Narodowa.
Jury w składzie: Włodzimierz Bolecki, Tomasz Burek, Kazimiera Kijowska, Jacek Łukasiewicz, Tadeusz Nyczek, Dobrosława Platt, Marta Wyka przyjęło nowy regulamin, w którym stwierdza się: 
1. Nagrodę może otrzymać pisarz za książkę lub całokształt twórczości w dziedzinach: literatury pięknej (ze szczególnym uwzględnieniem prozy), krytyki literackiej i artystycznej, historii oraz szeroko rozumianej problematyki społecznej.
2. Twórczość tę powinny charakteryzować istotne walory poznawcze, niekonwencjonalne sądy i opinie, odwaga i precyzja myśli oraz piękno słowa.

Laureatami Nagrody od 1995 r. byli:
- Ryszard Legutko za Etykę absolutną a społeczeństwo otwarte 1996
- Henryk Waniek za książki: Hermes w Górach Śląskich, Opis podróży mistycznej z Oświęcimia do Zgorzelca 1257-1957, Pitagoras na trawie 1997
- Paweł Lisicki za zbiór esejów Doskonałość i nędza 1998
- Antoni Libera za Madame 1999
- Janusz Krasiński za cykl powieści Na stracenie, Twarzą do ściany, Niemoc 2000
- Włodzimierz Odojewski za powieść Oksana i zbiór opowiadań Jedźmy, wracajmy... 2001
- Dawid Bieńkowski za powieść Jest 2002
- Marek Łatyński za Nie paść na kolana. Szkice o polskiej polityce lat powojennych 2003
- Bronisław Wildstein za tom opowiadań Przyszłość z ograniczoną odpowiedzialnością 2004
- Dariusz Karłowicz za książkę Koniec snu Konstantyna. Szkice z życia codziennego idei 2005
- Dariusz Gawin za książkę Polska, wieczny romans. O związkach literatury i polityki w XX wieku 2006
- Zbigniew Kruszyński za zbiór opowiadań Powrót Aleksandra 2007
- Maciej Urbanowski za książkę Dezerterzy i żołnierze. Szkice o literaturze polskiej 1991-2006 2008
- Andrzej Dobosz za tom felietonów „Ogrody i śmietniki” (Biblioteka Więzi) 2009
- Jan Polkowski za tomik wierszy Cantus 2010
- Agnieszka Kołakowska za książkę "Wojny kultur i inne wojny" 2012